# 選舉委員會 (澳門)
行政長官選舉委員會（葡萄牙語：Comissão Eleitoral）是澳門特別行政區根據《基本法》設立，負責選出行政長官的選舉組織。

## 組成
按照經全國人民代表大會常務委員會於2012年6月30日修訂的《澳門基本法》附件一，選舉委員會由四個界別共400名委員組成：
| 界別                 | 席位 | 選民人數                           |
| 第一界別             |      |                                    |
| 工商、金融界         | 120  | 1,111                              |
| 第二界別             |      |                                    |
| 文化界               | 26   | 675                                |
| 教育界               | 29   | 243                                |
| 專業界               | 43   | 801                                |
| 體育界               | 17   | 674                                |
| 第二界別總數         | 115  | 2,393                              |
| 第三界別             |      |                                    |
| 勞工界               | 59   | 1,049                              |
| 社會服務界           | 50   | 1,712                              |
| 宗教界               | 6    | 各宗教團體協商提名                 |
| 第三界別總數         | 115  | 2,761                              |
| 第四界別             |      |                                    |
| 立法會議員           | 22   | 按立法會所定規則選出               |
| 澳門地區全國人大代表 | 12   | 當然委員                           |
| 澳門地區全國政協委員 | 14   | 按澳門地區全國政協委員所定規則選出 |
| 市政機構成員         | 2    | 按市政機構所定規則選出             |
| 第四界別總數         | 50   |                                    |

## 就職宣誓
2024年起，根據經第9/2024號法律修改的第4/1999號法律《就職宣誓法》規定，行政長官選舉委員會委員須於接受職務時以簽署聲明方式宣誓，為此須提交由其簽署的載有附件所列相關誓詞的聲明書。行政長官選舉委員會委員的誓詞如下：
|  | 我謹此宣誓：本人就任中華人民共和國澳門特別行政區行政長官選舉委員會委員，必當擁護並執行《中華人民共和國澳門特別行政區基本法》，效忠中華人民共和國澳門特別行政區，盡忠職守，遵守法律，廉潔奉公，竭誠為澳門特別行政區服務。 宣誓人：（姓名） |

## 第六屆選舉委員會成員

### 一、工商、金融界（120人）
| 王世民 | 王孝仁 | 王國蓉 | 王淑梓 | 司徒璧光 | 江美芬 | 何佩芬 | 何桂鈴 | 何海明   | 何國鋒 |
| 何富強 | 何超瓊 | 何嘉倫 | 余昇   | 吳志輝   | 吳明育 | 吳皆妍 | 吳華威 | 吳慧紅   | 呂強光 |
| 呂聯發 | 呂聯選 | 呂耀東 | 岑定賢 | 李子建   | 李汝榮 | 李志健 | 李定江 | 李居仁   | 李俊鳴 |
| 李勇輝 | 李柱坤 | 李廣志 | 李蔭良 | 杜琪新   | 阮建昆 | 周錦輝 | 林中賢 | 林卓華   | 林英培 |
| 林家偉 | 林偉濠 | 林毓霞 | 邱金海 | 姚明禮   | 柯海帆 | 胡玉沛 | 胡景光 | 凌世威   | 凌晨   |
| 唐繼宗 | 孫恩光 | 徐達明 | 徐繼昌 | 袁松山   | 馬志毅 | 馬建章 | 張健中 | 張樂田   | 曹展良 |
| 梁華明 | 梁華權 | 梁頌衍 | 梁維特 | 梁慶華   | 梁樹森 | 莫兆基 | 許文曲 | 許健康   | 許龍川 |
| 許禮堅 | 陳少清 | 陳曉平 | 陳澤武 | 陳錦達   | 陸振剛 | 陸惠德 | 麥瑞權 | 彭家偉   | 曾旭明 |
| 華子鋒 | 覃伯德 | 馮信堅 | 馮健富 | 黃仁民   | 黃天松 | 黃玉詩 | 黃珮琳 | 黃健中   | 黃義滿 |
| 黃嘉豪 | 黃樹森 | 楊景開 | 葉紹文 | 葉榮發   | 廖春榮 | 廖僖芸 | 廖澤雲 | 甄李睿恆 | 甄瑞權 |
| 劉玉威 | 歐家威 | 潘耀榮 | 蔡堅   | 鄭永燊   | 鄭志強 | 鄭曜東 | 盧保康 | 盧建春   | 霍麗斯 |
| 謝思訓 | 謝家銘 | 鍾小健 | 顏奕萍 | 魏雄     | 羅加鴻 | 譚百業 | 譚繼祖 | 蘇中興   | 蘇巧珍 |

### 二、文化、教育、專業、體育界

#### 文化界（26人）
| 仇坤儀 | 白文浩 | 李自松 | 李德勝 | 胡六根 | 崔志濤 | 張嘉敏 | 梁晚年 | 梁智生 | 梁華   | 梁劍丹 | 郭敬文 | 陳雨潤 |
| 陸波   | 黃宇光 | 楊開荊 | 廖子馨 | 劉婧   | 劉富業 | 蕭彼德 | 戴嘉萍 | 戴顯揚 | 謝德華 | 羅崇雯 | 羅盛宗 | 蘇榮安 |

#### 教育界（29人）
| 尹一橋 | 牛蘭珍 | 王國英 | 朱振榮 | 江超育 | 何少金 | 李秋林 | 汪東   | 汪淇   | 林發欽 | 施妮娜 | 高錦輝 | 崔世安 | 張捷   | 梁少培 |
| 梁詠琴 | 陳志君 | 陳俊拔 | 陳建邦 | 賀誠   | 黃彪   | 黃德進 | 劉文堯 | 劉麗妹 | 歐嘉努 | 鄭杰釗 | 鄭洪光 | 黎世祺 | 鄺應華 |        |

#### 專業界（43人）
| 王勁秋 | 王禹   | 司徒民義 | 田潔冰 | 白琪文 | 石立炘 | 何舜發 | 何劍文 | 余成斌 | 李安德 | 李煥江 | 周家俊 |
| 官世海 | 林燕妮 | 施佩玲   | 胡祖杰 | 胡錦漢 | 唐曉晴 | 馬若龍 | 崔世昌 | 梁偉明 | 莫志偉 | 郭潮輝 | 陳思恆 |
| 麥沛然 | 馮家超 | 黃昇雄   | 黃家倫 | 黃浩彪 | 黃偉麟 | 黃輝   | 黃駿傑 | 楊道匡 | 劉永誠 | 歐安利 | 蔡田田 |
| 蔣永興 | 鄭堅立 | 黎鴻才   | 戴華浩 | 繆智豐 | 謝學斌 | 鄺珉   |        |        |        |        |        |

#### 體育界（17人）
| 何力輝 | 何偉權 | 吳嘉婷 | 宋文生 | 李家賢 | 林錦雄 | 胡松輝 | 馬兆祥 | 馬有信 |
| 許朗   | 郭寶泉 | 陳步倩 | 黃家豪 | 賈瑞   | 鄭國恆 | 謝友   | 鍾國榮 |        |

### 三、勞工、社會服務、宗教界

#### 勞工界（59人）
| 孔憲民 | 方丹妮 | 方健坤 | 布小玲 | 伍志平 | 朱文立 | 江銳輝 | 江曉瑜 | 何言珠 | 呂吉實 |
| 李偉斌 | 阮愛武 | 林婉珊 | 林翔宇 | 林碧玲 | 柯清煌 | 柯麗香 | 唐堅燊 | 馬靜雯 | 高岸峰 |
| 區子揚 | 張文紹 | 張國然 | 梁冠峰 | 梁奕華 | 梁偉峰 | 梁婉怡 | 梁普宇 | 梁順成 | 梁銘恩 |
| 莫錦培 | 陳嘉敬 | 陳漢標 | 陳錦鳴 | 陳寶儀 | 曾華雅 | 程嘉雯 | 馮家輝 | 黃進   | 楊淑莊 |
| 葉任庭 | 裴承賢 | 趙蘭瑛 | 劉雯   | 劉鳳鳴 | 蔡錦富 | 鄧少鋒 | 鄧鳳珍 | 鄧錦燦 | 鄭北贊 |
| 鄭志超 | 鄭華章 | 盧觀平 | 蕭紹雯 | 鄺子豐 | 鄺熾明 | 羅華杰 | 蘇偉良 | 蘇健豪 |        |

#### 社會服務界（50人）
| 庄玲玲 | 江旭純 | 何國明 | 何凱玲 | 吳士芳 | 吳招毅 | 吳培娟 | 呂綺穎 | 李卓君 | 周宜心   |
| 周惠儀 | 林敏芝 | 林焯佳 | 洪金樂 | 飛安達 | 袁小菱 | 張淑玲 | 張森華 | 梁俊傑 | 梁智浩   |
| 梁慶球 | 梁鴻細 | 莫偉成 | 陳冰冰 | 陳建英 | 陳美儀 | 陳家良 | 陳翠娟 | 陳禮祺 | 陸南德   |
| 曾德岱 | 程順明 | 賀定一 | 馮家健 | 黃永曦 | 黃共流 | 黃如楷 | 劉家裕 | 劉雪雯 | 歐陽廣球 |
| 潘志明 | 鄧文基 | 黎光豪 | 盧世豪 | 蕭東文 | 謝美玲 | 鄺玉球 | 羅安迪 | 羅德明 | 蘇景楊   |

#### 宗教界——天主教
周伯輝　　袁偉明

#### 宗教界——佛教
釋心慧　　釋聞證 

#### 宗教界——基督教
藍中港

#### 宗教界——道教
吳炳鋕

### 四、立法會議員、澳門地區全國人大、澳門地區全國政協委員、市政機構成員的代表

#### 立法會議員（22人）
| 何潤生 | 宋碧琪 | 李良汪 | 李振宇 | 李靜儀 | 林宇滔 | 林倫偉 | 邱庭彪 | 馬志成 | 馬耀鋒 | 高天賜 |
| 梁安琪 | 梁孫旭 | 陳亦立 | 陳浩星 | 黃潔貞 | 葉兆佳 | 鄭安庭 | 謝誓宏 | 顏奕恆 | 龐川   | 羅彩燕 |

#### 澳門地區全國人大代表（12人）
| 何雪卿 | 何敬麟 | 吳小麗 | 施家倫 | 容永恩 | 高開賢 |
| 崔世平 | 陳虹   | 黃顯輝 | 溫能漢 | 劉藝良 | 蕭志偉 |

#### 澳門地區全國政協委員的代表（16人）
| 王正偉 | 何厚鏵 | 何猷龍 | 李佳鳴 | 李從正 | 李鵬斌 | 張宗真 |
| 張明星 | 陳季敏 | 陳明金 | 陳華強 | 賀凱琪 | 劉雅煌 | 蔡明威 |

#### 市政機構成員的代表（2人）
林家全　　許樂敏

## 註腳
1. ↑  2024年澳門行政長官選舉委員會選舉選民人數[2].

## 外部連結
- 澳門行政長官選舉 （页面存档备份，存于）